# Принцесса Донна
Принцесса Донна (англ. Princess Donna), также Донна Долоре (англ. Donna Dolore, настоящее имя Диана Делорей, род. 23 января 1982 года, Нью-Йорк) — американская порноактриса и режиссёр порнофильмов. Ранее была режиссёром сайтов Public Disgrace, Bound Gang Bangs и Ultimate Surrender, все три из которых были созданы Kink.com. Практически все её выступления и режиссёрские проекты  — в жанре БДСМ-порнографии. Появилась в ряде документальных фильмов, в том числе в Graphic Sexual Horror (2009) и Public Sex, Private Lives (2012).

## Биография
Диана Делорей родилась 23 января 1982 года в Нью-Йорке, США. В молодости она заинтересовалась вопросами пола и гендерного равенства и фотографией и одновременно училась в Нью-Йоркском университете и Тишской школе искусств. Во время учёбы в школе она занялась стриптизом и взяла себе имя Донна, в честь другой стриптизёрши. Также она начала работать на Нью-йоркскую студию BDSM-порнографии Insex. Сразу после окончания школы в 2004 году она была нанята в качестве веб-мастера / режиссёра в компанию Kink.com и переехала в Сан-Франциско, чтобы выполнять и развивать идеи для новых веб-сайтов. Она стала директором Kink.com в Wired Pussy, порнографического веб-сайта с акцентом на электрическую BDSM-стимуляцию девушек. В дополнение к режиссуре, она снималась и в самих видео. В 2008 году сообщалось, что она выступила режиссёром и актрисой для Wired Pussy примерно в 300 сценах.
Некоторые из её первых выступлений были рабыней для Insex.com, но она никогда не вступала в половой акт на камеру до 2008 года: «The Training of O был первым сайтом, который создал такой BDSM между парнем и девушкой, что мне захотелось его попробовать». В 2008 году принцесса Донна разработала новый сайт PublicDisgrace.com, который был посвящён фетишу публичного унижения девушек-рабынь, а также показывал половые контакты между мужчинами и женщинами.
По состоянию на конец 2012 года она управляла Public Disgrace, Bound Gang Bangs и Ultimate Surrender. Принцесса Донна также регулярный «персонаж» на основе реальности квир серийного порнографического сайта The Crash Pad Series.
Она оставила Kink в конце 2014 года.

## Документалистика
Наряду с Лорелей Ли, принцесса Донна была предметом фильма Брайана Лилля «Повесть о двух Bondage моделях» (2007), который появился на кинофестивале Трайбека в 2008 году. Она также появляется Graphic Sexual Horror, в документальном фильме о Insex (2009). Она появляется, наряду с порноактрисами Лорелея Ли и Isis Love, в документальном фильме 2012 года Симоне Джуд «Публичный секс, частные жизни», где они дают интервью об образе жизни и рабочем дне людей, которые практикуют БДСМ, и как он перестаёт быть табу.

## Взгляды на сексуальность
Диана идентифицирует свою сексуальную ориентацию как «квир», согласно интервью 2008 года в Village Voice. Она сказала: «Моя сексуальность лежит вне доминирующей культуры ванильной гетеронормативности. Я абсолютно не натуралка. Я люблю парней, девушек, транссексуалов.»
Также она высказала феминистский взгляд на свою работу: «Я выросла на культуре Молчания Ягнят. В то время изнасилование и убийство женщины было частой темой для фильмов и телешоу. Общество не боится секса и насилия, оно боится женщин, владеющих своим телом и их контроля над своей сексуальностью — что и происходит в BDSM».

## Личная жизнь
Вышла замуж за Така Майо в 2017 году.

## Документальные фильмы
- 2007: «Повесть о двух БДСМ-моделях» (A Tale of Two Bondage Models)
- 2009: «Сексуальный Ужастик» (Graphic Sexual Horror) — независимый фильм Анны Лоренцон и Барбары Белл, их режиссёрский дебют, документальный фильм о бондаж-сайте Insex
- 2012: «Публичный секс, частные жизни» (Public Sex, Private Lives)
- 2013: «Кинк» (Kink) — документальный фильм Джеймса Франко о БДСМ-сайте Kink.com

## Дальнейшее чтение
- "Because Princess Says So", San Francisco Bay Guardian (September 20, 2011)
- Video Interview: Princess Donna on Feminism and Porn